# Relief z Dendery

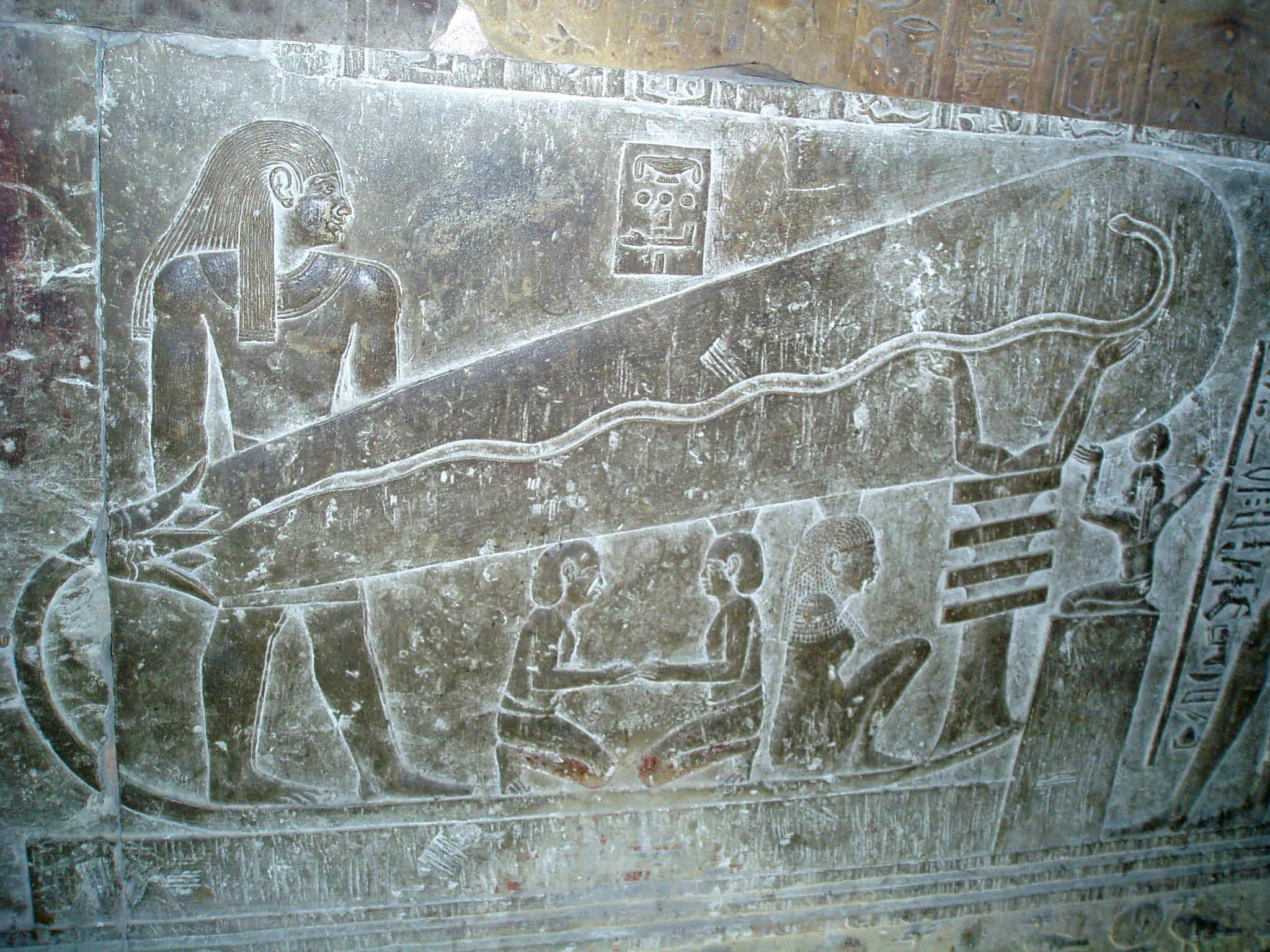
Połowa reliefu z Dendery

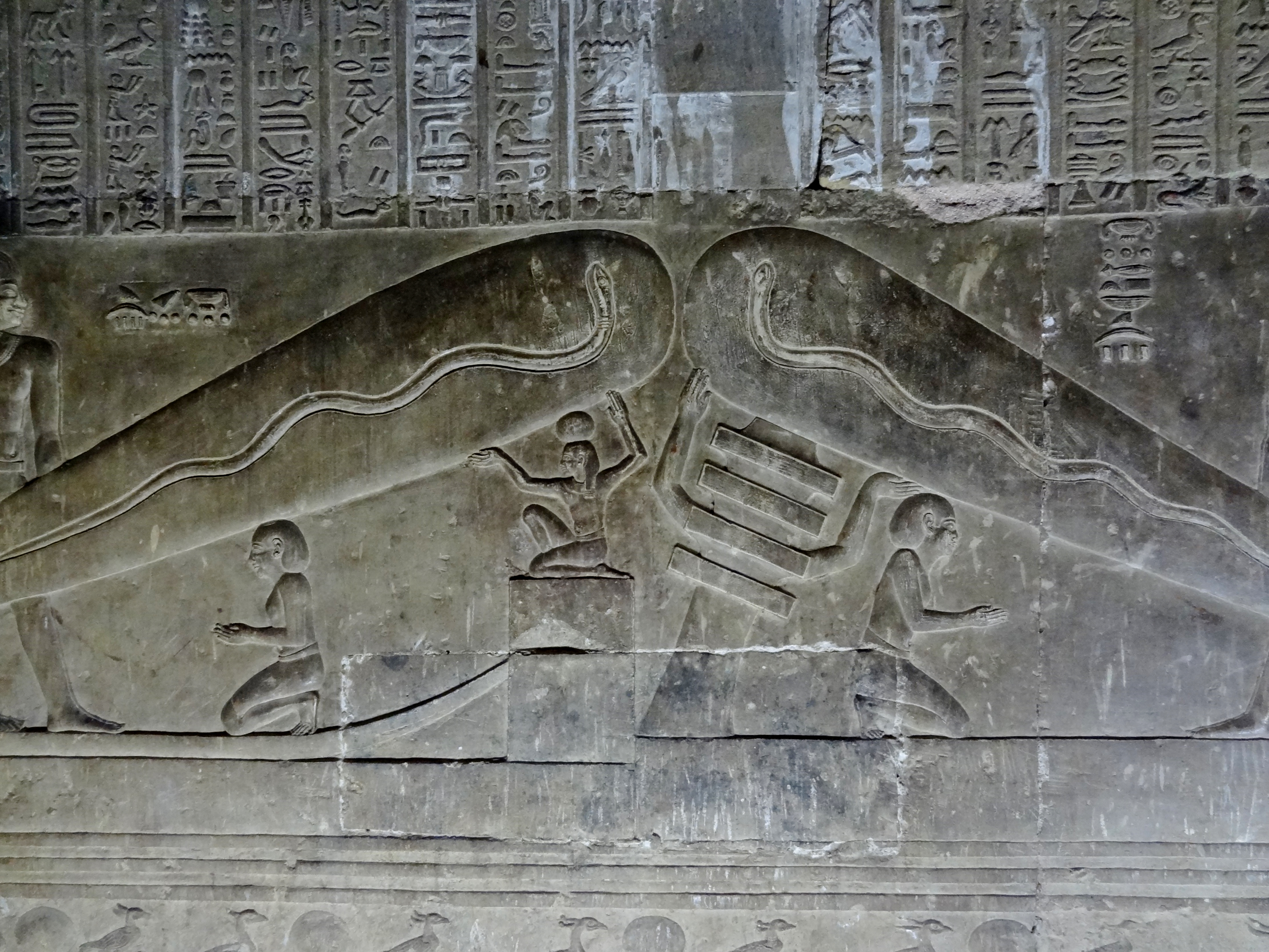
Centralna część reliefu w Świątyni Hathor w Denderze

Relief z Dendery – odkryte w krypcie świątyni w Denderze reliefy (płaskorzeźby) z I wieku p.n.e.

## Opis
Zdaniem autorów  pseudonaukowych prac: „Światło faraonów – najwyższe technologie i prąd elektryczny w starożytnym Egipcie” Reinharda Habecka i Petera Krassy oraz „Oczy Sfinksa” Ericha von Dänikena przedstawiają żarówkę z oprawką, skrzynią i kablem oraz izolatorem. Relief ten w opinii ww. autorów ma być dowodem na znajomość przez starożytnych Egipcjan elektryczności i oświetlenia elektrycznego.
Zdaniem archeologów scena na reliefie przedstawia wyrastające z kwiatów lotosu tzw. stele wężowe, z których jedna strona jest podnoszona przez postać boga Ra, a druga podtrzymywana przez Ozyrysa przedstawionego jako filar „dżed”. Scena ta przedstawia stworzenie świata według ówczesnych wierzeń egipskich, gdy z praoceanu wynurza się lotos, a z niego wąż, będący symbolem boga Somtusa, syna Hathor i Horusa. Opisana w publikacjach pseudonaukowych skrzynia z kablem to fragmenty łodzi słonecznej, oprawka to lotos, a żarówka – stela wężowa.